# 水城るな
水城 るな（みずき るな、1997年5月15日 - ）は、日本の元グラビアアイドル、元ジュニアアイドル。フェアリープロダクションに所属していた。2011年にデビューし、2014年6月末より学業専念のため活動休止。ミスiD2013セミファイナリスト。埼玉県出身。

## 作品

### イメージDVD
- はじまりの瞬間 水城るな（2011年9月20日発売、タスクビジュアル、TASKJ-105）[5]
- ジュニア論 水城るな（2011年12月20日発売、タスクビジュアル）
- ミラクルガール 水城るな（2012年3月20日発売、タスクビジュアル）
- キミとの恋は5センチメートル 水城るな（2012年5月25日発売、スパイスビジュアル）[6][7]
- 思春期Days 水城るな（2012年7月20日発売、タスクビジュアル）[8]
- プリンセスオールスター 水城るな（2012年8月10日発売、ゼウス）[9]
- 印象派 水城るな（2012年10月26日発売、大洋図書）[10]
- 好きになってもいいですか? 水城るな（2012年11月20日発売、タスクビジュアル）
- 今でも好きって言えますか? 水城るな（2012年12月20日発売、タスクビジュアル）[11]
- セーラー服をぬいだら 水城るな（2013年3月20日発売、タスクビジュアル）[1][12]
- Last Cream 水城るな 16歳（2013年6月30日発売、大洋図書）
- ぷるっぷるな（2013年7月20日発売、タスクビジュアル）
- プリンな気分（2013年9月20日発売、タスクビジュアル）
- 水城るな、只今花嫁修行中!（2013年11月29日発売、グラッソ）
- 君をわすれない（2014年1月20日発売、タスクビジュアル）
- BEST SCENE 水城るな（2014年2月28日発売、ベルウッド）
- 水城るな、只今花嫁修行中! 未公開映像 前編（2014年4月25日発売、グラッソ）
- 水城るな、只今花嫁修行中! 未公開映像 後編（2014年5月30日発売、グラッソ）
- 水城るな 未公開映像・forever（2014年7月20日発売、タスクビジュアル）
- セイント・ガールズ・コレクション2（2019年1月16日発売、オルスタックソフト）

### 総集編
- Cream Super Best 2013（2014年1月31日発売、ベルウッド）
- スクミズコレクション（2014年4月30日発売、ベルウッド）

### シングル
- an episodo as … (2012年8月10日、NOCODE-10001)
  1. to where you are
  2. 雨上がり

## 書籍

### 写真集
- 初想い いとけないふたり（2012年5月、ワイレア出版） - 河合ともみと2人による写真集
- Luna幼艶 水城るな（2014年2月26日発売、ワイレア出版）